# Eri-TV

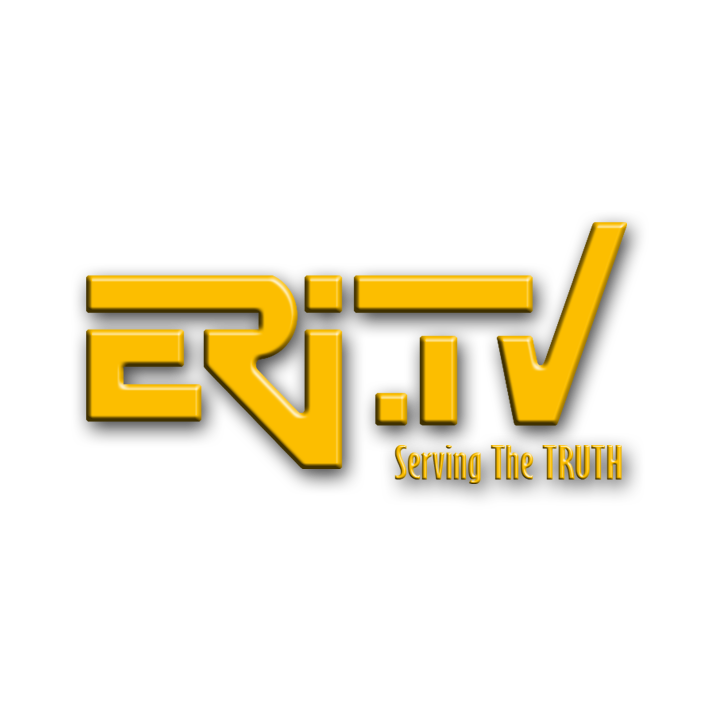
Logo de la chaîne.

Eri-TV est une chaîne de télévision publique érythréenne. Première chaîne nationale du pays, elle commence à émettre au mois de janvier 1993, et bénéficie à ses débuts de l'aide de techniciens canadiens. Elle est aujourd'hui une des deux chaînes de télévisions publiques (avec Eri-TV2) diffusées par voie hertzienne sur le territoire national. Elle est reprise par les satellites Badr 4 et Hot Bird et peut être reçue en Afrique du Nord, en Europe, au Proche et au Moyen-Orient; certaines de ses émissions sont également diffusées en streaming sur internet.
Eri-TV est une chaîne généraliste diffusée principalement en quatre langues : tigrinya (la plupart du temps) arabe, anglais et tigre. Certaines émissions sont également diffusées en amharique, en somali et en oromo. La grille des programmes est composée de journaux télévisés, de programmes culturels, de séries, de divertissements et de variétés.